# Col du Grand-Sambuc
Il Col du Grand-Sambuc (o più comunemente Sambuc), è un passo montano del massiccio della Sainte-Victoire, situato tra i Concors e le montagne di Ubac, nel dipartimento delle Bouches-du-Rhône. A 615 metri di altitudine, mette in comunicazione la valle di Vauvenargues e quella di Jouques, asse secondario che collega anche Aix-en-Provence e Jouques.
Come il vicino Col des Portes, il passo del Sambuc è attraversato da una strada molto stretta e praticata dai ciclisti. Sul lato sud, si snoda sul fondo delle gole dell'Infernet.
Nei pressi della località, di cui la strada fornisce anche l'accesso, vi è una pista motoristica denominata Circuit du Grand Sambuc, che prende il nome dall'omonima località, che situato sul versante settentrionale.